# Matt McKenzie
Matt McKenzie ist ein US-amerikanischer Schauspieler und Sound Designer.

## Leben
McKenzie ist am meisten bekannt für Synchronisationen in Videospielen, Fernseh- und Filmproduktionen. Er ist die englische Stimme von Auron in den Computer-Rollenspielen Final Fantasy X, Final Fantasy X-2 und Kingdom Hearts II sowie von Borgoff im Film Vampire Hunter D: Bloodlust, von Ptolemy in Reign: The Conqueror und von Major Elliot in dem Animationsfilm Final Fantasy: The Spirits Within.  Oft wird er getypecastet wegen seiner düsteren verbietenden Stimme. Er hat auch in berühmten Filmen mitgespielt. In Gods and Monsters war er neben Sir Ian McKellen der Colin Clive und in Clint Eastwoods Rookie – Der Anfänger hatte er eine Camerorolle als Inspector Wang. Auch übernahm er in Dr. House den Doctor Fedler, worin er kurz mit Dr. Robert Chase über die Beatles spricht. Auch verlieh er verschiedenen Agenten in Animatrix seine Stimme und spielte in zwei Episoden von Mad Men den Crab Colson. 
In Theaterproduktionen war er auch zu sehen, beispielsweise in Pacific Resident Theatre in Venice CA, im Old Globe Theatre in San Diego und im Notre Dame Theatre in Indiana. Einige seiner Sternstunden waren Rollen in Anna Christie, Scotland Road, Barbaren und An Ideal Wife. 2013 war er bei den Salzburger Festspielen für Autograph und Sounddesign von Hofmannsthals Jedermann und Shakespeares Sommernachtstraum verantwortlich.
Er ist verheiratet und hat drei Kinder. Seine Schwester heißt Terri Gross.

## Filmografie (Auswahl)
- 1994: Star Trek: Deep Space Nine
- 1998: Die wilden Siebziger
- 1999: 7th Heaven
- 2001: Star Trek: Voyager
- 2001: JAG – Im Auftrag der Ehre
- 2005: O.C., California
- 2007: 24 als Agent Hollister
- 2007: Two and a Half Men